# Göteborg RF
Göteborg Rugbyförening är en rugbyklubb i Göteborg. Klubben bytte år 2007 namn till Göteborg RF från Frölunda RK.
Klubben bedriver både barn-, ungdoms- och elitverksamhet. Både herr- och damlaget spelar i den högsta serien (2010). Damlaget vann SM 2008 och 2009. Klubben spelar sina hemmamatcher på Välen IP i Göteborg.